# Philophylla bisecta
Philophylla bisecta är en tvåvingeart som först beskrevs av Hardy och Adachi 1956.  Philophylla bisecta ingår i släktet Philophylla och familjen borrflugor. Inga underarter finns listade i Catalogue of Life.